# 中法会议简明条款
《中法会议简明条款》（法語：Accord de Tientsin），又称《中法簡明條約》或《李福协定》（法語：Convention de Li-Fournier），是1884年（光绪十年）5月11日大清直隶总督李鸿章同法国代表福禄诺于天津签订的条约，事关越南北圻主权问题及相关战和问题，李鸿章同意清军自北圻撤兵，以换取进一步通商来往和边境安定的承诺。

## 背景
19世紀下半葉，法蘭西第二共和國開始侵入中國傳統的屬國越南。1873年11月，法蘭西第三共和國驻西贡总督杜白蕾派安鄴率军攻占河内以及海阳、宁平、南定等城。越南皇帝阮福時请當時在越南保勝地區活動的劉永福領導的独立武装「黑旗军」勤王。阮福時為達到政治平衡，另一方面和法國议和，於1874年3月15日签订了《第二次西贡条约》，承認法国是越南的保护國；另一方面則任命劉永福為“三宣副提督”管理宣光、兴化、山西三省，以黑旗军阻止法軍北上。
1881年7月，由总理茹费理主導的国民议会通过了二百四十万法郎的军费用於越南战事。1882年3月，法国西贡殖民政府派海军上校李威利率军数千於4月占领河内。1883年3月李威利一軍占领南定。阮福時再次邀請劉永福出兵，在越南北圻统督黄佐灸一部的支援下，於5月19日在河内城西伏击法軍获得胜利，即纸桥之役殺李威利，殘餘法軍只能死守河內。
法國馬上任命西贡法军司令波滑（Alexandre-Eugène Bouët）繼任北圻法军统帅，并成立由海军少将孤拔為統帥的北圻舰队。8月，波滑沿红河进攻黑旗军，同時孤拔率海军进攻越南首都顺化。波滑一軍损失很大，他本人則被遣返巴黎。但孤拔一军却攻入顺化，阮福時正好病死，繼位的皇帝阮福昇於8月25日和法國签订《第一次顺化条约》。至此越南已被法國征服，法國開始直接進攻中國。
光绪九年十一月（1883年12月），孤拔帶領的法军进攻驻扎在越南红河三角洲北圻的清军并佔領了該地，中法战争自此爆发。
1884年2月，孤拔改為艦隊統帥，米乐代替孤拔統領法國陸軍，率一万六千人進攻北宁的四十营清軍。3月12日，北宁失守。以后清陸軍敗潰，接連丟掉了太原和兴化。清廷罢免恭親王奕訢首席军机大臣和總理衙門领班大臣的职务，五名军机大臣全部罢免或降职，改由禮親王世鐸和庆亲王奕劻掌控中枢，并派直隸總督李鸿章為代表与法国议和。

## 主要内容
1. 清朝同意法国与越南之间“所有已定与未定各条约”一概不加过问，亦即承认法国对越南的保护权；
2. 法国约明“应保全助护”清朝与越南毗连的边界，清朝约明“将所驻北圻各防营即行调回边界”；
3. 清朝同意清越边界开放通商，并约明将来与法国议定有关的商约税则时，应使之“於法国商务极为有利”；
4. 本约签订后三个月内双方派代表会议详细条款（中文版为三个月后，注明以法文本为正）。

## 后续
5月17日，福禄诺通知李鸿章法国已派巴德诺为全权公使会议详细条款，并单方面规定在越南北部全境向清朝军队原驻地分期“接防”的日期。李鸿章既没有同意，也没有明确反对，且未上报清廷。
6月6日，法国政府与越南（安南）阮朝皇帝阮福明订立《第二次順化條約》，否定了清朝對越南的宗主權。
6月23日，按福禄诺代表的法國政府的部署，一支800人法军到谅山附近的北黎接防，要求清军立即退回中國境内。但清朝驻军仅接到李鸿章通知的撤军意向还未接正式命令（李一直没有接受法国提出的撤兵日期），不敢決定，要求法军向北京发电要来命令才能執行。法军强硬前进走进清朝军队阵地，清军被迫开火，造成“北黎冲突”（中國因稱“北黎”為“观音桥”而稱“观音桥事变”）。法军死24人，清军伤亡三百。法国一时舆论大哗一致认为中國背信弃义，法国隨即照会清政府要求所有清軍從越南撤出，并赔偿军费两亿五千万法郎（约合白银三千八百万两）。清廷派两江总督曾国荃於7月下旬在上海与巴德诺谈判，未有结果，雙方重啟戰端。

### 书目
- Billot, A., L'affaire du Tonkin: histoire diplomatique du l’établissement de notre protectorat sur l’Annam et de notre conflit avec la Chine, 1882–1885, par un diplomate (Paris, 1888)
- Eastman, L., Throne and Mandarins: China's Search for a Policy during the Sino-French Controversy (Stanford, 1984)
- Thomazi, A., La conquête de l'Indochine (Paris, 1934)